# SS La Gascogne
O SS La Gascogne foi um navio de passageiros francês operado pela Compagnie Générale Transatlantique e construído pela Forges et Chantiers de la Méditerranée em La Seyne-sur-Mer. Foi a quarta embarcação  de um grupo de quatro transatlânticos que estrearam em 1886, depois do SS La Champagne, SS La Bourgogne e SS La Bretagne. Foi lançado ao mar em 1885 e realizou sua viagem inauguram em setembro do ano seguinte de Le Havre até Nova Iorque.
O navio serviu na rota para a América do Norte por décadas, praticamente sem nenhum grande incidente. Ele acabou ficando obsoleto na virada do século e foi vendido em 1912 para a Compagnie de Navigation Sud-Atlantique junto com o La Bretagne, realizando travessias para a América do Sul a partir de Bordeaux. 
Com o advento da Primeira Guerra Mundial em 1914 ele foi transformado em um cruzador auxiliar, no ano seguinte realizando três travessias para Nova Iorque sob a Compagnie Générale Transatlantique e depois uma viagem para Salônica na Grécia sob a Compagnie de Navigation Sud-Atlantique como navio de carga. Ele foi devolvido em novembro de 1918, porém seu estado era péssimo e o La Gascogne foi vendido como sucata, sendo desmontado no ano seguinte.